# マキシモ・ネルソン
マキシモ・ネルソン（Maximo Nelson, 1982年4月21日 - ）は、ドミニカ共和国出身の元プロ野球選手（投手）。

## 経歴

### プロ入り前
地元サントドミンゴの高校を卒業後、2000年10月にニューヨーク・ヤンキースとマイナー契約を結ぶが、ウィリー・ピエ（Willy Pie）という偽名を使っていたことに加え、年齢も3歳サバを読んでいたためにビザ発給がスムーズにいかず、2001年から2003年までドミニカで過ごした。

### ヤンキース時代
その後2004年に渡米し、ルーキーリーグのガルフ・コーストリーグ・ヤンキースでプレーし、6勝3敗、防御率2.63の成績で翌2005年の有望新人リストでは30位にランクインするなど、将来を嘱望されていた。しかし同年オフ、ドミニカ人グループが画策した偽装結婚に関与し解雇され、さらにビザ発給の永久停止処分を受けてアメリカから国外追放となった。この偽装結婚には30人以上が関与し、ネルソンは1人当たり日本円で約30万円の報酬を受け取っていた。騒動にはファン・デレオンも加わっていたとされる。

### ドミニカ共和国時代
母国ドミニカに帰国後、2006年からはドミニカン・サマーリーグに参加。ヤンキースとパドレスの合同傘下チームでプレーし、4勝2敗、防御率1.18の成績を残すが、出番は少なく農業や漁業で生計を立てていた。
2007年からはイスラエル野球リーグでプレーし、5勝をマークした。オフのドミニカウィンターリーグでの投球が中日ドラゴンズの目に留まり、翌年の春季キャンプで入団テストを受けることを打診される。中日のブルペン捕手兼通訳であるルイス・フランシスとは同郷であり、ルイスが森繁和チーフコーチにネルソンを紹介したこともこの打診に一役買った。

### 中日時代
2008年、中日の春季キャンプでのテストに合格。来日の際はアメリカへの入国を禁止されていたため、ヨーロッパ経由で入国した。開幕後二軍で3試合登板したのち、7月19日の対阪神タイガース戦で一軍デビューを果たす。
2009年7月21日の対広島東洋カープ戦（ナゴヤドーム）にて来日初勝利を果たした。9月18日の対横浜ベイスターズ戦（ナゴヤドーム）で初先発するが、4回途中にピンチを招いた場面で降板を告げられ、後続が打たれたため敗戦投手となった。同年は前年に比べて登板機会が増え、26試合に登板し1勝3敗、防御率3.58の結果を残した。
2010年2月26日、キャンプ地の沖縄から移動する際に那覇空港での手荷物検査で鞄から実弾が見つかり、銃刀法違反容疑で逮捕された。ドミニカにおいて銃は認可登録申請を経て所持することが認められており、ネルソン本人も「ドミニカでは野球選手が強盗に襲われる事件が多く、護身用として銃を携帯していた」と話している。銃は来日時にドミニカの自宅に置いてきたつもりであったが、銃弾だけが荷物に紛れ込んだという。警察の事情聴取の後、故意に銃弾を持ち込んだ可能性が低いこと、ネルソン本人が深く反省していることなどから翌27日に釈放。3月2日、球団から「故意ではないが、銃弾所持は重大な犯罪」として出場停止3ヶ月の処分が下された。6月に謹慎期間が明けると一軍に合流。7月以降は先発ローテーション入りし、9月2日に来日初の完封勝利を挙げるなど4勝を記録した。また、ネルソンはこの時「日本に来て一番向上したのは制球」と語った。
2011年4月12日の対横浜戦で初の開幕投手を務める（中日の外国人投手では1986年の郭源治以来）。7月26日の対阪神戦では、その日昇格したばかりの森田一成に初打席本塁打を献上してしまう。この年は先発ローテーションの一角として活躍し、打線の援護がなかなかもらえず10勝14敗と負け越すものの、投球イニング数は200を超え、安定した投球でチームのリーグ優勝に大きく貢献した。
2012年は開幕から怪我に悩まされ、6試合登板で0勝1敗、防御率7.15と精彩を欠くシーズンとなった。オフの10月2日に球団から戦力外通告を受け、5日に自由契約公示された。

### 中日退団後
2013年、中南米を拠点に所属チームを探し、リーガ・ベネソラーナ・デ・ベイスボル・プロフェシオナルのカルデナレス・デ・ララに入団。1月20日に初先発を果たした。そこでの登板が、肘痛で契約解消となったケルビン・ヒメネスの代役を探していた韓国プロ野球・斗山ベアーズの目に留まり、2月14日よりキャンプ地の清武総合運動公園（宮崎県宮崎市）で入団テストを受けたが、不合格に終わった。4月には、千葉ロッテマリーンズが獲得に興味を示していることが報道されたが、実際にはオファーはされなかった。
2014年6月9日、韓国の独立球団・高陽ワンダーズと契約。
2015年はリーガ・メヒカーナ・デ・ベイスボルのアグアスカリエンテス・レイルロードメンと契約するが、5月9日に解雇となる。10月に母国ドミニカのウィンターリーグ、リーガ・デ・ベイスボル・プロフェシオナル・デ・ラ・レプブリカ・ドミニカーナのティグレス・デル・リセイでプレー。
2016年からは再びドミニカ共和国のウィンターリーグでプレー。

## 選手としての特徴
一軍公式戦での平均球速約146km/h、最速155km/hのストレートとスライダー、フォーク、ツーシームを投げる。球速については来日時に会見で「最速で96mph（約154km/h）」と自ら語り、同時期の球団資料では158km/hだったという。入団当初はクイック投球や制球に難があり、盗塁されたり四死球を連発して崩れることが多かったが、以降はクイック・制球も改善され、減少傾向となる。
疲労の回復が早く、2011年はたびたび中4日で先発している。

## 詳細情報

### 年度別投手成績
| 年 度     | 球 団     | 登 板 | 先 発 | 完 投 | 完 封 | 無 四 球 | 勝 利 | 敗 戦 | セ 丨 ブ | ホ 丨 ル ド | 勝 率 | 打 者 | 投 球 回 | 被 安 打 | 被 本 塁 打 | 与 四 球 | 敬 遠 | 与 死 球 | 奪 三 振 | 暴 投 | ボ 丨 ク | 失 点 | 自 責 点 | 防 御 率 | W H I P |
| --------- | --------- | ----- | ----- | ----- | ----- | -------- | ----- | ----- | -------- | ----------- | ----- | ----- | -------- | -------- | ----------- | -------- | ----- | -------- | -------- | ----- | -------- | ----- | -------- | -------- | ------- |
| 2008      | 中日      | 6     | 0     | 0     | 0     | 0        | 0     | 0     | 0        | 0           | ----  | 29    | 6.0      | 9        | 0           | 4        | 0     | 0        | 6        | 0     | 0        | 2     | 2        | 3.00     | 2.17    |
| 2009      | 中日      | 26    | 1     | 0     | 0     | 0        | 1     | 3     | 1        | 1           | .250  | 215   | 50.1     | 48       | 6           | 16       | 0     | 1        | 49       | 4     | 0        | 24    | 20       | 3.58     | 1.27    |
| 2010      | 中日      | 15    | 9     | 2     | 1     | 0        | 4     | 3     | 0        | 0           | .571  | 293   | 68.1     | 65       | 7           | 37       | 2     | 5        | 38       | 0     | 0        | 24    | 24       | 3.16     | 1.49    |
| 2011      | 中日      | 31    | 31    | 2     | 0     | 0        | 10    | 14    | 0        | 0           | .417  | 840   | 209.1    | 171      | 12          | 49       | 3     | 6        | 149      | 5     | 0        | 63    | 59       | 2.54     | 1.05    |
| 2012      | 中日      | 6     | 1     | 0     | 0     | 0        | 0     | 1     | 0        | 1           | .000  | 54    | 11.1     | 14       | 1           | 7        | 0     | 0        | 8        | 0     | 0        | 10    | 9        | 7.15     | 1.86    |
| 通算：5年 | 通算：5年 | 84    | 42    | 4     | 1     | 0        | 15    | 21    | 1        | 2           | .417  | 1431  | 345.1    | 307      | 26          | 113      | 5     | 12       | 250      | 9     | 0        | 123   | 114      | 2.97     | 1.22    |

- 各年度の太字はリーグ最高

### 記録
NPB投手記録
- 初登板：2008年7月19日、対阪神タイガース13回戦（ナゴヤドーム）、9回表に3番手で救援登板・完了、1回無失点
- 初奪三振：2008年7月21日、対広島東洋カープ13回戦（ナゴヤドーム）、9回表に石原慶幸から空振り三振
- 初セーブ：2009年4月10日、対広島東洋カープ1回戦（MAZDA Zoom-Zoom スタジアム広島）、7回裏に4番手で救援登板・完了、3回2失点
- 初ホールド：2009年7月3日、対読売ジャイアンツ10回戦（ナゴヤドーム）、7回表に2番手で救援登板、1回無失点
- 初勝利：2009年7月21日、対広島東洋カープ14回戦（ナゴヤドーム）、6回表に2番手で救援登板、2/3回無失点
- 初先発：2009年9月18日、対横浜ベイスターズ21回戦（ナゴヤドーム）、3回1/3を5失点で敗戦投手
- 初先発勝利：2010年7月29日、対読売ジャイアンツ15回戦（東京ドーム）、5回2/3を2失点
- 初完投：2010年8月5日、対東京ヤクルトスワローズ16回戦（明治神宮野球場）、8回5失点で敗戦投手
- 初完投勝利・初完封勝利：2010年9月2日、対広島東洋カープ21回戦（ナゴヤドーム）

NPB打撃記録
- 初安打・初打点：2010年9月2日、対広島東洋カープ21回戦（ナゴヤドーム）、2回裏にエリック・スタルツから中前適時打

### 背番号
- 49（2008年 - 2012年）